# 토리첼리어족
토리첼리어족(Torricelli languages)은 파푸아뉴기니의 북쪽 해안 지방에서 사용되는 50여 개의 언어가 속하는 어족이다. 토리첼리어족의 언어는 8만여 명의 화자를 갖고 있으며, 가장 화자 수가 많은 언어는 아라페시어로 3만여 명이 사용한다. 토리첼리어족은 현재 세픽어족과 계통적 관계를 갖고 있는 것으로 여겨지고 있으며, 재구성된 조어 대명사에 복수 *-m과 양수 *-p 어미가 공통적으로 나타난다.
토리첼리어족 사용 지역은 크게 셋으로 나뉘어 있으며, 수세기 전 이주해 온 세픽어족 화자들이 그 사이에 존재한다.

## 계통
로스(Ross)는 레이코크(Laycock)와 즈흐라헨(Z'graggen)이 1975년에 제시한 콤비오(Kombio)어파를 세부적으로 분류하여 콤비오어를 팔레이어파로 분류하고 웜(Wom)어를 고립어로 보았으며, 에이티엡어, 토리첼리어, 얌베스어, 아루에크어를 불충분한 자료로 인해 미분류 상태로 두었다.
- 웜어(Wom)
- 아라페시어파(Arapesh): 부키입어, 붐비타어, 무피안어,
- 마이마이어파(Maimai): 남비어, 위아키어, 실리푸트어, 야항어, 헤요어
- 서와페이어파(西Wapei): 세티어, 세타어, 오네어
- 모눔보어파(Monumbo): 모눔보어, 릴라우어
- 매리언버그어파(Marienberg): 분가인어, 위아루무스어, 무니와라어, 우리모어, 카마사우어, 엘레피어, 부나어
- 와페이어파(Wapei): 벨리어, 이스어, 야우어, 올로어, 엘케이어, 아우어, 일어, 디아어, 닝길어, 시나겐어, 야푼다어, 발만어
- 팔레이어파(Palei): 우림어, 우라트어, 콤비오어, 아기어, 아루오프어, 와나프어, 아이쿠어, 알라틸어

### 핵심 토리첼리어족
글로톨로그 3.4판(2019)은 다음과 같은 핵심 토리첼리어족(Nuclear Torricelli)을 인정한다.
- 아우·올로·엘케이어파
- 벨리어
- 갈루알루어
- 그나우어
- 콤비오·아라페시·우라트어파 (10개 언어)
- 라에코·리부아트어
- 매리언버그어파 (7개 언어)
- 미니디엔어
- 나비·메탄어
- 닝일·일어파
- 핵심 마이마이어파 (3개 언어)
- 핵심 팔레이어파 (7개 언어)
- 우림어
- 와나프어
- 서팔라이어파 (3개 언어): 왈만어, 아기·예리어파
- 서와페이어파 (8개 언어)
- 웜어
- 야우-이스어파

## 대명사
로스에 의해 재구성된 토리첼리조어의 대명사는 다음과 같다:
| 1인칭 단수      | *ki         | 1인칭 양수      | *ku-p  | 1인칭 복수      | *ku-m, *əpə        |
| 2인칭 단수      | *yi, *ti    | 2인칭 양수      | *ki-p  | 2인칭 복수      | *ki-m, *ipa        |
| 남성 3인칭 단수 | *ətə-n, *ni | 남성 3인칭 양수 | *ma-k  | 남성 3인칭 복수 | *ətə-m, *ma, *apa- |
| 여성 3인칭 단수 | *ətə-k, *ku | 여성 3인칭 양수 | *kwa-k | 여성 3인칭 복수 | *ətə-l             |

## 같이 보기
- 파푸아 제어

## 참고 문헌
- Malcolm Ross (2005). "Pronouns as a preliminary diagnostic for grouping Papuan languages." In: Andrew Pawley, Robert Attenborough, Robin Hide and Jack Golson, eds, Papuan pasts: cultural, linguistic and biological histories of Papuan-speaking peoples, 15-66. Canberra: Pacific Linguistics.